# Jiang Yong
Jiang Yong 江永 (1681–1762; Zì: Shenxiu 慎修) war ein konfuzianischer Experte für die klassischen konfuzianischen Schriften und Phonologe zur Zeit der Qing-Dynastie. Jiang stammte aus Wuyuan (heute Provinz Jiangxi). Die konfuzianischen Klassiker studierte er seit seiner Kindheit und er wurde ein berühmter Gelehrter darin, insbesondere den drei Büchern der Riten und Zeremonien (Yili, Zhouli und Liji). Auf der Grundlage detaillierter Textforschung stellte er das Lishu gangmu 禮書綱目 (Kompendium der Ritenbücher) zusammen, welches die Unzulänglichkeiten in dem Werke Yili jingzhuan tongjie 儀禮經傳通解 (Allgemeine Erklärungen der Zeremonien und Rituale und ihrer Kommentare) des neokonfuzianischen Philosophen Zhu Xi auszugleichen versuchte.

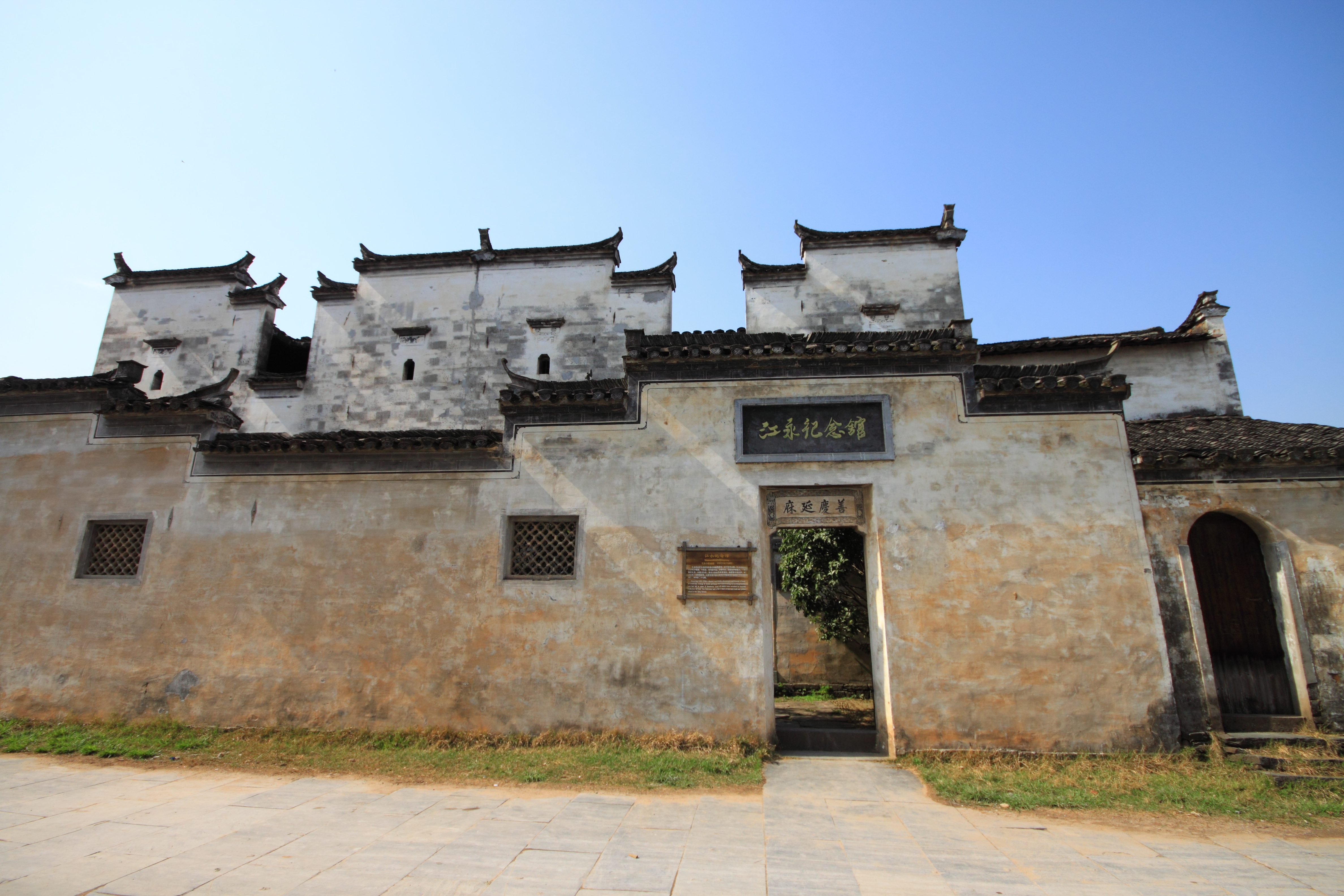
Jiang-Yong-Museum (Jiang Yong jinianguan) im Dorf Jiangwan (江湾村), Denkmal der Provinz Jiangxi, im Hui-Stil.